# 国際連合安全保障理事会決議1833
国際連合安全保障理事会決議1833（こくさいれんごうあんぜんほしょうりじかいけつぎ1833、英: United Nations Security Council Resolution 1833）は、2008年9月22日に国際連合安全保障理事会で採択されたアフガニスタン情勢に関する決議。略称はUNSCR1833。

## 概要
国連安保理決議1833は、アフガニスタンに展開する国際治安支援部隊（ISAF）の任期を2009年10月13日まで1年間延長することを主な内容とする決議で、前回の決議（1776号、2007年9月採択）に引き続き、ISAF及び「不朽の自由作戦」(OEF)に対する「評価」の文言が前文にて表明されており、 日本がインド洋で参加している給油活動の根拠法であるテロ対策海上阻止活動に対する補給支援活動の実施に関する特別措置法（補給支援特措法）の更新に影響を与えた。決議は全会一致で採択された。

## 主な条文
- 英文 - 前文の21項（強調は前回決議との差異）

“Expressing its appreciation for the leadership provided by the North Atlantic Treaty Organization (NATO) and for the contributions of many nations to ISAF and to the OEF coalition, including its maritime interdiction component, which operates within the framework of the counter-terrorism operations in Afghanistan and in accordance with the applicable rules of international law,'
- 日本語（仮訳：前回決議の外務省告知文言に追加分を足したもの）

北大西洋条約機構（NATO）により提供される指導的役割並びにISAF及びアフガニスタンに於ける対テロ作戦の枠組みの中で適用可能な国際法に準じて実施される海上阻止の要素を含むOEF連合への多数の国による貢献に対する評価を表明し、

## 成立の経緯
前回の決議1776号決議においては、中国、ロシアが懸念を表明し、ロシアが棄権することでISAF関係の決議としては初めて全会一致が崩れる結果となった。今回は、「海上阻止行動がアフガンでの対テロ作戦に限定されることが明確になった」という理由からロシアも賛成に回り全会一致が成立した。

## 投票結果
決議1833は全会一致で採択されたため、「反対」（拒否権）及び「棄権」（拒否回避）票は投じられていない。
賛成（15） - アルファベット順（5大国先行）
- 中国
- フランス
- イギリス
- ロシア
- アメリカ合衆国

- ベルギー
- ブルキナファソ
- コスタリカ
- クロアチア
- インドネシア

- イタリア
- リビア
- パナマ
- 南アフリカ共和国
- ベトナム